# Fertima
La Société marocaine des fertilisants (FERTIMA) est une entreprise marocaine créée en 1972, elle est spécialisée dans la production et la commercialisation des engrais à usage agricole. Elle compte plus de 6 usines, 3 centres de distribution, 7 dépôts, et de nombreux agences et revendeurs agréés, qui commercialisent une gamme diversifiée de produits couvrant ainsi, une grande partie des besoins en engrais du marché national marocain.  

## Historique
Fertima est introduite en bourse le 29 octobre 1996.
Rachetée par Charaf Corporation en 2008, à cause de l'accumulation de ses dettes, Fertima continue à exprimer certaines difficultés avec un budget déficitaire en 2010.
Pour sortir de la difficulté financière, Amine Kandil, le PDG de la société fixe un plan 2012-2015 basé sur deux axes stratégiques. Le premier concerne la réduction des coûts  tandis que le second axe concerne la conception et le développement des produits à forte valeur ajoutée.
En 2012, l'entreprise réalise un chiffre d'affaires semestriel de 236 millions de DH.   

## Actionnariat
| Actionnaire                | %     |
| -------------------------- | ----- |
| Charaf Corporation Holding | 88,68 |
| Asma Invest                | 7,31  |
| Flottant en bourse         | 4,01  |